# Copa del Rei de bàsquet 2018
La 82a edició de la Copa espanyola de bàsquet masculina (anomenada oficialment: Copa del Rei de bàsquet) se celebrà a Las Palmas de Gran Canaria del 15 al 18 de febrer de 2018, i tingué com a seu el Centro Insular de Deportes.
El defensor del títol fou el Reial Madrid. El trofeu fou disputat pels set primers classificats a la primera volta de la Lliga ACB 2017/18: el Reial Madrid, el Valencia BC, el FC Barcelona Lassa, el Montakit Fuenlabrada, l'Unicaja Málaga, el Baskonia, el Iberostar Tenerife i pel Herbalife Gran Canària.
El campió fou el FC Barcelona, que va vèncer el Reial Madrid a la final per 92-90. El base del Barça Thomas Heurtel fou nomenat MVP del torneig.

## Resultats
|  | Quarts de final        | Quarts de final        |                    |    | Semifinals | Semifinals |  |  | Final | Final |
|  |                        |                        |                    |    |            |            |  |  |       |       |
|  | 15 de febrer           |                        |                    |    |            |            |  |  |       |       |
|  |                        |                        |                    |    |            |            |  |  |       |       |
|  | València BC            | 72                     |                    |    |            |            |  |  |       |       |
|  | València BC            | 72                     | 17 de febrer       |    |            |            |  |  |       |       |
|  | Iberostar Tenerife     | 79                     |                    |    |            |            |  |  |       |       |
|  | Iberostar Tenerife     | 79                     | Iberostar Tenerife | 59 |            |            |  |  |       |       |
|  | 15 de febrer           |                        | Iberostar Tenerife | 59 |            |            |  |  |       |       |
|  |                        | Reial Madrid           | 77                 |    |            |            |  |  |       |       |
|  | Reial Madrid           | Reial Madrid           | 77                 | 89 |            |            |  |  |       |       |
|  | Reial Madrid           |                        | 18 de febrer       | 89 |            |            |  |  |       |       |
|  | Unicaja Málaga         | 84                     |                    |    |            |            |  |  |       |       |
|  | Unicaja Málaga         | 84                     | Reial Madrid       | 90 |            |            |  |  |       |       |
|  | 16 de febrer           |                        | Reial Madrid       | 90 |            |            |  |  |       |       |
|  |                        | FC Barcelona           | 92                 |    |            |            |  |  |       |       |
|  | FC Barcelona           | FC Barcelona           | 92                 | 94 |            |            |  |  |       |       |
|  | FC Barcelona           | 17 de febrer           |                    | 94 |            |            |  |  |       |       |
|  | Baskonia               | 90                     |                    |    |            |            |  |  |       |       |
|  | Baskonia               | 90                     | FC Barcelona       | 87 |            |            |  |  |       |       |
|  | 16 de febrer           |                        | FC Barcelona       | 87 |            |            |  |  |       |       |
|  |                        | Herbalife Gran Canària | 74                 |    |            |            |  |  |       |       |
|  | Montakit Fuenlabrada   | Herbalife Gran Canària | 74                 | 92 |            |            |  |  |       |       |
|  | Montakit Fuenlabrada   |                        |                    | 92 |            |            |  |  |       |       |
|  | Herbalife Gran Canària | 107                    |                    |    |            |            |  |  |       |       |
|  | Herbalife Gran Canària | 107                    |                    |    |            |            |  |  |       |       |